# Gentekniknämnden
Gentekniknämnden är en statlig förvaltningsmyndighet som sorterar under Justitiedepartementet. Nämnden har till uppgift att genom rådgivande verksamhet främja en etiskt försvarbar och säker användning av gentekniken så att människors och djurs hälsa och miljön skyddas. Nämnden har också till uppgift att sprida kunskap om den gentekniska utvecklingen.